# FP Возничего
FP Возничего (лат. FP Aurigae) — двойная затменная переменная звезда типа Алголя (EA) в созвездии Возничего на расстоянии приблизительно 2340 световых лет (около 718 парсеков) от Солнца. Видимая звёздная величина звезды — от +12m до +11,7m. Орбитальный период — около 0,9472 суток (22,734 часов).

## Характеристики
Первый компонент — белая звезда спектрального класса A5. Радиус — около 2,28 солнечных, светимость — около 7,656 солнечных. Эффективная температура — около 6364 К.